# Mortal FM
Mortal FM es una cadena de radio de Valladolid, España. En Valladolid la frecuencia es 88.9 MHz. Es una radio especializada en música electrónica y dance comercial, muy parecido a Los 40 Dance o Futura FM.

## Programación
Su estructura o programación se divide en 5 siguientes espacios: 
- Fórmula Mortal FM (radiofórmula)
- Dance Club (cada noche)
- + Mortal: Magazine semanal locutado por Borja Alejandre. Viernes a 12 Horas y repite a 18 Horas.

- Dance Club Stars (Viernes de 22 a 8 Horas y sábados de 20 a 5 Horas): Incluye todos los programas o "Radio-Shows" de los DJ residentes.

- Los Inmortales: Programa semanal emitido los sábados de 14 a 16 Horas, especializado en música no contemporánea (remember).
- Paraíso & Defected: Programa semanal emitido los domingos a partir de las 20 Horas, que contiene, además de una sesión de música House o Chill out, el programa del sello discográfico Defected (Defected in the House).

## DJs residentes
Actualmente, MortalFM ofrece residencias semanales a diferentes artistas y deejays nacionales e internacionales los viernes y sábados noche:
| - Borja Alejandre - Claptone - Dannic - Danny Howard | - Don Diablo - Dyro - Gorgon City - Klingande | - Lucas & Steve - MarQ - Mixeer - Nervo | - Nicky Romero - Oliver Heldens - Pierre May - Sam Feldt | - Swanky Tunes - Tiësto |